# Beriózovka (Petrovsk)
Beriózovka (en rus: Берёзовка) és un poble a l'óblast de Saràtov, a Rússia, segons el cens del 2010 tenia 704 habitants. Pertany al districte municipal de Petrovsk.